# Szécsény
Szécsény je mesto na Madžarskem, ki upravno spada v podregijo Szécsényi Županije Nógrád.